# Loco (canção de Anitta)
"Loco" é uma canção da artista musical brasileira Anitta. Foi lançada em 29 de janeiro de 2021 pela Warner Records.

## Gravação e composição
"Loco" conta com a composição de Anitta,  DVLP, um dos produtores de "Indecente", Gale, uma das compositoras de "Me Gusta" e Ibere Fortes, que está na composição de "Atención", faixa contida no quarto álbum de Anitta, Kisses (2019). A capa do single mostra Anitta em uma paisagem gélida apenas de biquíni. O single é o primeiro solo de Anitta desde "Não Perco Meu Tempo" e "Veneno", que foram lançados juntamente com o EP Solo em 9 de novembro de 2018.

## Vídeo musical
Anitta gravou o videoclipe de "Loco" em 23 de janeiro de 2020 em Aspen, Colorado, nos Estados Unidos, sob a direção do fotógrafo e diretor Steven Gomillion, que trabalhou com grandes nomes como Jennifer Lopez, Kim Kardashian, Rihanna e Cardi B. O styling é assinado por Janelle Miller, que também assinou os visuais de "Me Gusta". Anitta confessou no programa Released, no Youtube, que pensou em gravar o clipe durante suas férias na estação de esqui. "Estava esquiando ouvindo a música e pensei em fazer o clipe lá", contou. Disse também que começou a ligar para amigos para que enviassem biquínis e chamar o pessoal para a produção.
Em 29 de abril, o clipe tornou-se indisponível para exibição no YouTube. Quem tentou assisti-lo, fazendo pesquisa no YouTube, não o encontrou, e quem tentou vê-lo pelo link direto se deparou com a seguinte mensagem: “vídeo indisponível. Este vídeo é privado”. Procurado pelo POPline, o YouTube confirmou que o vídeo em questão foi colocado em modo privado pelo usuário, no caso, a equipe de Anitta. A assessoria da artista e a gravadora Warner não deram mais detalhes sobre o caso.

## Loco House
Em 27 de janeiro de 2021, Anitta anunciou iria ficar acompanhada por influenciadores e amigos em uma casa em Aspen, cidade onde ocorreu as gravações do videoclipe de "Loco", para comemorar o lançamento do single e criar conteúdos para promover a música. Os fãs da cantora apelidaram a casa como Loco House, nome que foi aderido por ela posteriormente. As celebridades que participaram do projeto foram a influenciadora de moda alemã-americana Jasmine Sanders, a mexicana Kenia Os, a ex-participante do reality Ex on the Beach: Peak of Love La Demi, a modelo americana Natalia Barulich e a americana de origem belga Nikita Dragun.

## Desempenho nas tabelas musicais
| País — tabela musical (2021)                        | Melhor posição |
| --------------------------------------------------- | -------------- |
| México (Billboard Mexico Pop Español Airplay)       | 2              |
| Colômbia (Monitor Latino Pop)                       | 2              |
| Equador (Monitor Latino Pop)                        | 18             |
| Estados Unidos (Billboard Latin Digital Song Sales) | 25             |
| México (LOS40 México)                               | 28             |
| México (Billboard Mexico Airplay)                   | 13             |